# Sylwia Kubryńska
Sylwia Kubryńska (ur. 1980 w Kętrzynie) – polska pisarka, felietonistka, wydawca, feministka.

## Życiorys
Studiowała na Uniwersytecie Warmińsko-Mazurskim w Olsztynie, a następnie kontynuowała edukację na studiach podyplomowych w zakresie dziennikarstwa na Uniwersytecie Gdańskim. Jej teksty publikowane były w „Wysokich Obcasach”, trójmiejskiej „Gazecie Wyborczej” oraz „Newsweeku”. Współpracowała z portalem iBedeker oraz z Codziennikiem Feministycznym. Związana jest z miesięcznikiem BE Magazyn. Publikowała także opowiadania w kwartalniku literacko-artystycznym „sZAFa” oraz literackiej „Latarni Morskiej”.
Debiutowała w 2011 roku powieścią Last Minute o polskich turystkach w Tunezji. Powieść Kubryńskiej Kobieta dość doskonała opowiadająca o kobiecych stereotypach, zyskała miano bestsellera.
Prowadzi blog Najlepszy Blog na Świecie, który w 2012 roku został wyróżniony w konkursie Blog Forum Gdańsk. Jest założycielką Spółdzielni Literackiej „Baba”, która będzie wydawać książki kobiet. Mieszka w Gdańsku.

## Twórczość
Na podstawie źródeł.
Opowiadania:
- Babie lato
- 2009 – Tragedia Posejdona (wyróżniona w Gdańskim Konkursie Prozatorskim)[13]
- 2009 – Syndrom zoolozy (Zeszyty Poetyckie)[14]
- 2010 – Najlepszy kochanek na świecie (nagroda Wydawnictwa Replika)[15]

Powieści:
- 2011 – Last Minute (Nowy Świat)[16]
- 2015 – Kobieta dość doskonała (Czwarta Strona)[7]
- 2016 – Furia mać! (Czwarta Strona) (nominacja do Nagrody Literackiej Gryfia)[17]
- 2016 – Biurwa (Czwarta Strona)[7]
- 2017 – 30 sekund (Czwarta Strona)[18]
- 2018 – Mama (Prószynski i spółka)[19]
- 2019 – Poradnik dla psychopatów (Spółdzielnia Literacka BaBa)[20]